# Nationale Jeugdstorm

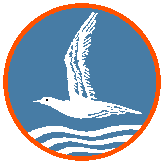
Vignet van de Nationale Jeugdstorm

De Nationale Jeugdstorm (NJS) was een Nederlandse jongerenbeweging die van 1934 tot 1945 bestaan heeft, georganiseerd naar voorbeeld van de Duitse Hitlerjugend en als nationaalsocialistische tegenhanger van de padvinderij.

## Algemeen

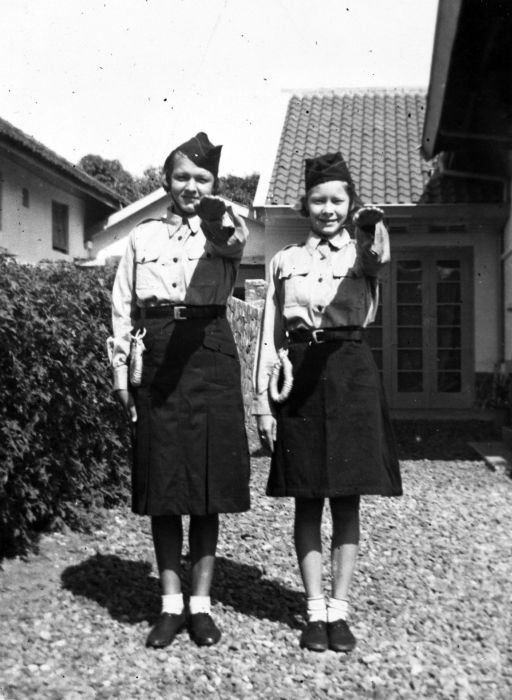
Meisjes van de Nationale Jeugdstorm in Nederlands-Indië brengen een Houzee-groet, 1937, Wereldmuseum Amsterdam.

De organisatie stond formeel los van, maar had in de praktijk zeer nauwe banden met de NSB. De leider ('hoofdstormer') was de vooraanstaande NSB'er Cornelis van Geelkerken. Op 1 mei 1934 werd Van Geelkerken als ambtenaar ontslagen, omdat NSB-lidmaatschap onverenigbaar met een dienstbetrekking bij de overheid werd geacht. Op diezelfde dag richtte hij de Jeugdstorm op. Nog geen twee jaar later, op 1 februari 1936, werd de vereniging als gevolg van een uitspraak van de Hoge Raad, opgeheven omdat zij onwettig zou zijn. Op deze opheffing volgde de onmiddellijke heroprichting met een 'democratischer' structuur en een kleine naamsverandering (Vereniging Nationale Jeugdstorm, VNJ). Zeer kort na de Duitse inval werd echter de oude naam weer aangenomen.
Bijna alle leden van de Jeugdstorm waren kinderen van NSB'ers. Voorafgaand aan de bezetting had de Jeugdstorm circa 2000 leden; een aantal dat gedurende de oorlog toenam tot ruim 12.000. Andere bronnen spreken van 16.000 leden. Leden waren tussen 10 en 17 jaar, en moesten Nederlander, bij voorkeur 'Arisch' zijn, doch vooral niet joods. Er waren wel enige leden met Indisch bloed. De leden noemden zich meeuwen en meeuwkes (10-13 jaar) en Stormers en Stormsters (14-17 jaar). Jongens en meisjes vormden gescheiden groepen binnen de organisatie. Als ze 18 werden, werden de jongens vrij naadloos de Nederlandse Arbeidsdienst of de Waffen-SS in geloodst.

## Activiteiten
Er werd nadruk gelegd op sportbeoefening, vooral in groepsverband. In het eerste nummer van het verenigingsblad werd dit omschreven als "Sportbeoefening in den uitgebreidsten en besten zin des woords zal een der middelen zijn om gezonde jongens en meisjes te worden. Gezond van lichaam, doch ook van geest."
Naast het houden van marsen en het zingen van liederen, werden ook filmmiddagen georganiseerd. Onderwerp van film waren onder andere de verrichtingen van Hitler in Duitsland. Daarnaast was er een verenigingsblad, De Stormmeeuw. Het eerste nummer verscheen op 15 november 1934. Het laatste nummer verscheen omstreeks april 1945.
- Bioscoopjournaal uit 1941. NSB-propagandafilm over een sportfestijn in Den Haag waaraan leden van de Hitlerjugend en de Nationale Jeugdstorm meedoen.
- Jongens van de Nederlandse Jeugdstorm leren varen op het zeilschip De Lichtstraal (1941)
- Propagandafilm uit januari 1942 van de Filmdienst der NSB. Plechtigheid op de Dam in Amsterdam rond het vertrek van een groep Jeugdstormers naar Ostland, waar ze de boeren zullen helpen bij het werk.
- NSB-propagandafilm uit 1941. In het Concertgebouw te Amsterdam bezingt de Jeugdstorm zeeheld Michiel de Ruyter in de De Ruyter Cantate.
- Video: De Haagsche Jeugdstorm betrekt een nieuw streekkwartier, 1941
- Propagandafilm uit 1942 van de Filmdienst der NSB. Weerbaarheidscursussen van de Jeugdstorm.
- Propagandafilm uit januari 1943 van de Filmdienst der NSB. Velddag van de Jeugdstorm in Maastricht.

## Structuur
De organisatiestructuur was verwant aan die van de padvinders, maar dan sterker hiërarchisch: 6 leden vormden een 'trek', 2 trekken vormden een 'wacht', drie wachten (met 3 kader) vormden een 'schaar', vier scharen vormden een 'vendel', vier vendels een 'stam', vijf stammen een 'ban'. Voor meisjes waren de namen wat anders: trek, troep, schaar, groep, vlucht, zwerm.

## Uniform en vlag

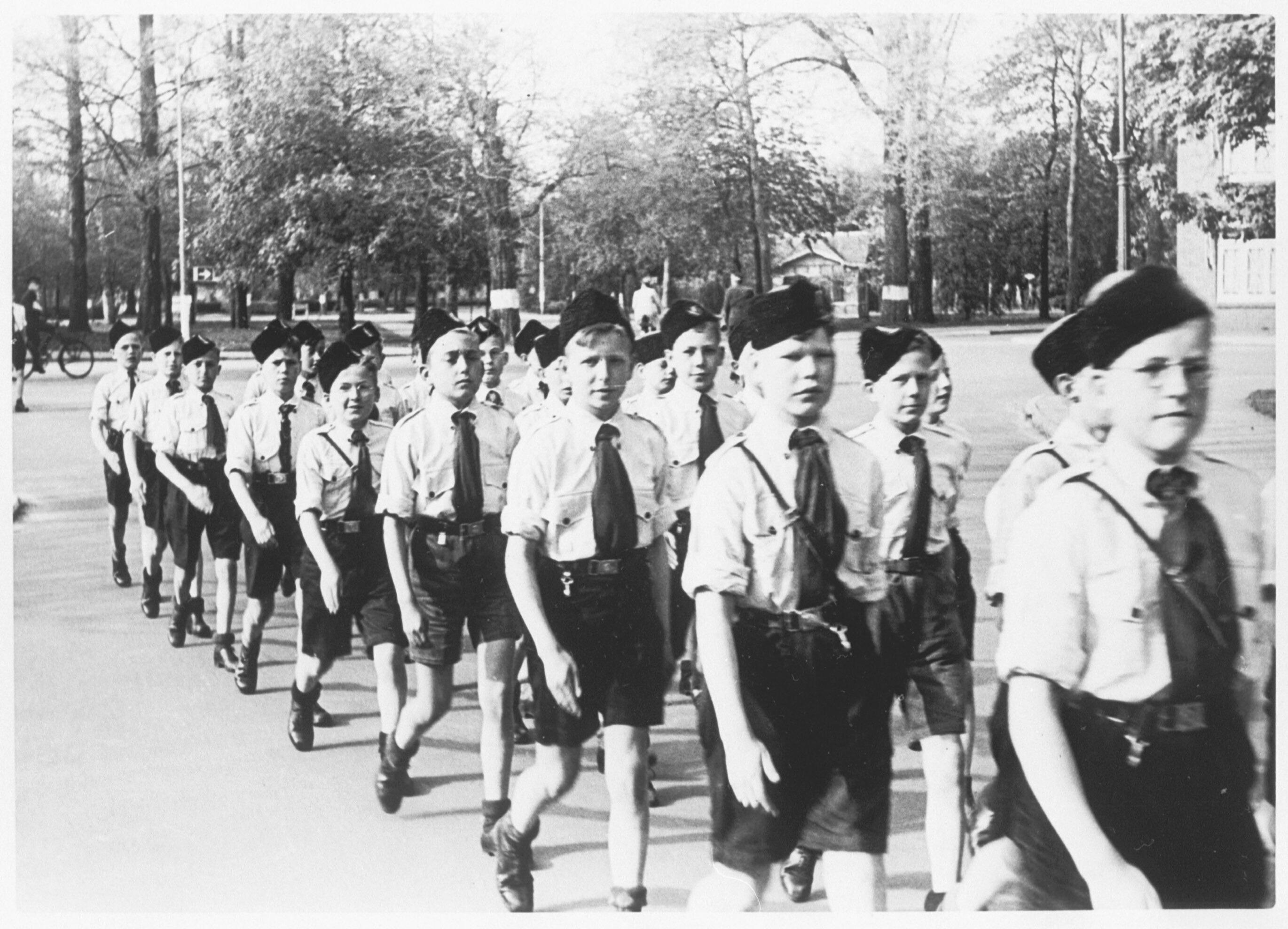
Optocht van 'Meeuwen': jongens van onder de 12 jaar oud.

De leden waren met de volgende kledingstukken geüniformeerd: lichtblauwe bloes met zwarte halsdoek en epauletten, zwart en oranje muts (die karpoets werd genoemd), korte zwarte broek. Insignes toonden een zeemeeuw. Sommige jongens hadden een jeugdstormdolk. De Jeugdstorm droeg de Meeuwenvlag mee in manifestaties.

## Na de oorlog
Na de bezetting vergaten de meeste leden liever dat ze ooit lid waren geweest. Kinderen van NSB'ers hielden daar niet zelden ernstige psychotrauma's aan over; ze werden veroordeeld voor iets wat hen in de meeste gevallen met de paplepel was ingegoten en waarin ze eigenlijk geen eigen keus hadden gehad.

## Jeugdstormlied
Een bekend marslied van de Jeugdstorm was Trommelmarsch geschreven door het hoofd Zangdienst van de NSB Melchert Schuurman. Het lijflied was het Stormerslied van W.P.A Franse.

### Trommelmarsch
Er dreunen trommels door het land,

op mars met de Jeugdstorm mee.

De vlaggen waaien in ons hand,

de vlaggen van ons Vaderland.

Stormersjeugd! Stormersjeugd! Stormersjeugd marcheert.
De trommelknapen sluiten aan,

op mars met de Jeugdstorm mee.

De stormers volgen hand in hand,

voor Leider, Volk en Vaderland!

Stormersjeugd! Stormersjeugd! Stormersjeugd marcheert.
Laat klinken luid dat trommellied,

op mars met de Jeugdstorm mee!

Laat klinken luid langs duin en strand,

de trommels van ons Vaderland!

Stormersjeugd! Stormersjeugd! Stormersjeugd marcheert!!
Variant: Daar dreunen trommels door de straten/../Daar klinkt een marslied van soldaten/..voorbij de tijd